# Louise-Joséphine Sarazin de Belmont

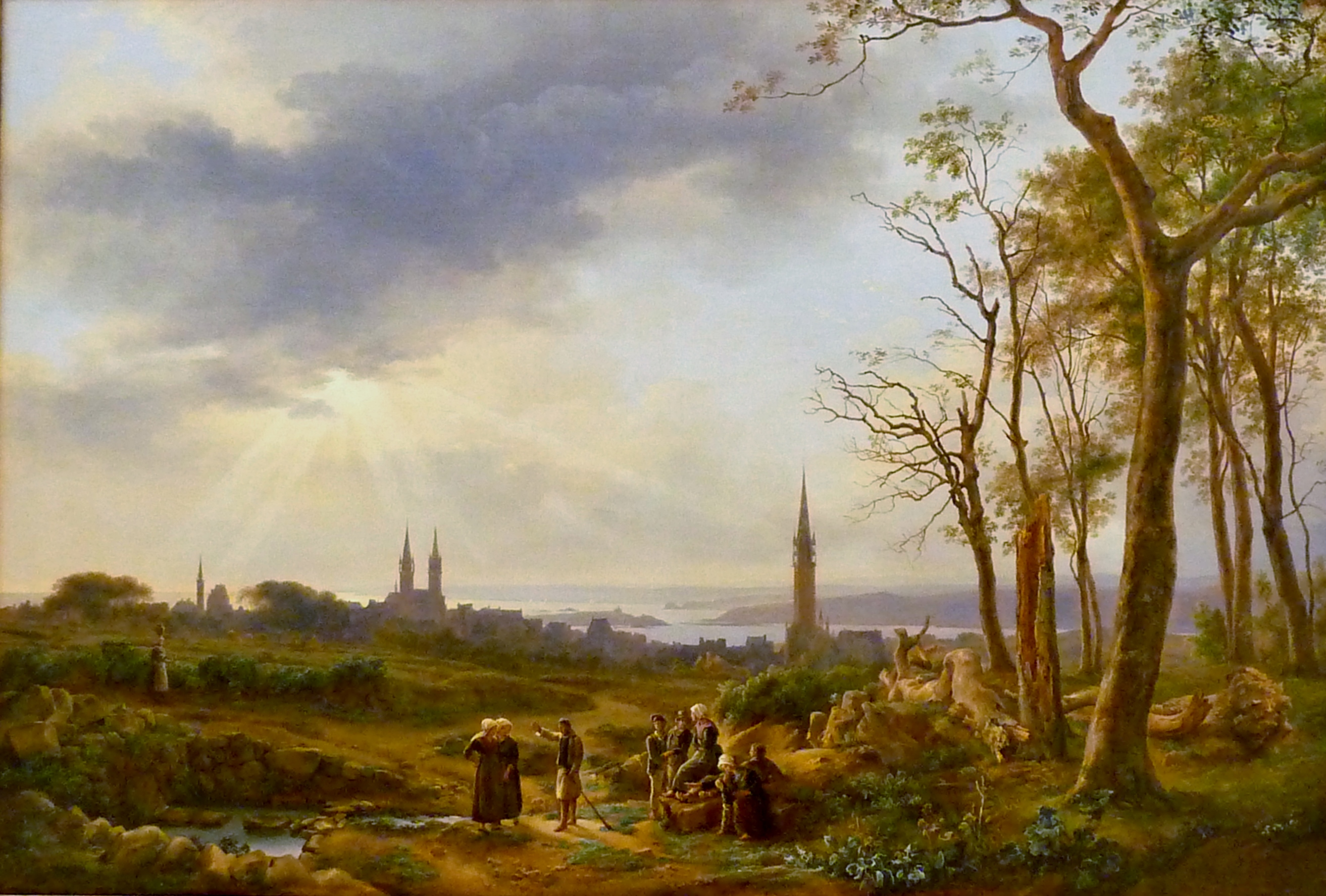
Vue de Saint-Pol-de-Léon, 1837, oli sobre llenç

Louise-Joséphine Sarazin de Belmont (Versalles, 14 de febrer de 1790– París, 9 de desembre de 1870) fou una pintora i litògrafa francesa, especialitzada en la pintura de paisatges. Va ser deixeble de Pierre-Henri de Valenciennes, pintor de formes i paisatges, i ja el 1812 va començar a exposar al Saló de París la seva obra versada en els paisatges on inclouria escenes històriques, cosa que es convertí habitual fins al 1867 i excepcional pel fet de ser una pintora. El 1830, aconsellada pel seu antic mestre, va fer una estada als Pirineus i s'hi va instal·lar a una barraca d'un pastor a la vall de Jéret, on va practicar la pintura a l'aire lliure, a l'oli en petits formats, obra que va presentar al saló a l'any següent i per la que va ser guardonada amb una medalla de segona classe. Aquest premi la va animar a dibuixar una sèrie de litografies, presentades sota una col·lecció titulada Vues des Pyrénées. El 1834, va obtenir el primer premi al Saló.

## Paris, vu des hauteurs du Père Lachaise

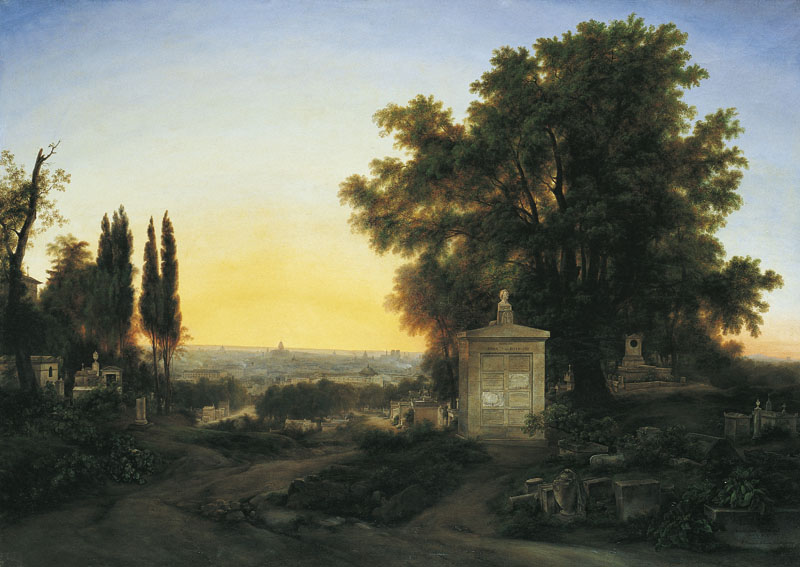
Paris, vu des hauteurs du Père Lachaise, entre 1842 i 1859, oli sobre llenç

L'obra és una pintura a l'oli sobre llenç realitzada entre 1842 i 1859, donada per la pintora al Museu dels Agustins de Tolosa el 1859, pintada en homenatge a la memòria d'Augustine Dufresne, vídua d'Antoine-Jean Gros. S'hi representen tombes del cementiri del Père-Lachaise i molta vegetació. Al centre del quadre s'hi representa la tomba de les famílies Gros i Dufresne; un monument de forma quadrangular, coronat per un frontó sobre el qual descansa un bust. Finalment, en l'últim pla del quadre està representada la ciutat de París. Sarazin de Belmont el va realitzar dins una sèrie de quadres està formada per una vista de París, una vista de Florència, una vista de Nàpols i una vista de Roma, simbolitzant la fe, l'esperança i la caritat, qualitats humanes de la baronessa.